# صنوبريات
الصَّنَوبَرِيَّات (الاسم العلمي: Pinales) هي رتبة من النباتات تتبع طائفة الصنوبرانية من شعبة حقيقيات الأوراق.
السمة المميزة للصنوبريات هي البنية التكاثرية المعروفة باسم المخروط الصنوبري والتي تنتجها كل الصنوبريات. تتضمن كل المخروطيات المُتبقية حالياً مثل الأرز، السرو، الشوح، العرعر، الأرزية، الصنوبر، السيكويا دائمة الخضرة، التنوب والطقسوسية. بعض المخروطيات الأحفورية، مع ذلك، تنتمي إلى رُتب مميزة أخرى ضمن قسم المخروطيات.

## فصائل
تضم هذه الرتبة حوالي 13 فصيلة أهمها:
- الصنوبرية
- الأروكارية
- سروية

## روابط خارجية
- موسوعة الصنوبريات للجمعية الملكية البستانية